# Махариши Махеш Йоги
Махари́ши Махе́ш Йо́ги, более известный как Махари́ши (при рождении Махеш Прасад Варма, 12 января 1918 — 5 февраля 2008) — основатель  трансцендентальной медитации (ТМ) и программы «ТМ-Сидхи».

## Биография
Сведений о раннем периоде жизни Махариши мало. В юности он изучал физику в Аллахабадском университете и некоторое время работал на заводах. Интересовался деятельностью духовных учителей и, когда гуру Дев Брахмананда Сарасвати посетил Аллахабад, стал его последователем. Махеш тринадцать лет провёл у гуру Дева Брахмананды Сарасвати в Гималаях, став ближайшим его учеником.
В 1953 году Махариши удалился в пещеры «Долины Святых» в Уттаркаши. После двух лет затворничества, в 1955 году, вернулся в мир и поселился в штате Керала на юге Индии. Здесь монаху с севера предложили прочитать недельный цикл лекций о полученных в Гималаях знаниях. В своей первой книге «Свет маяка Гималаев» Махариши утверждал, что через ТМ может возродиться «истинный смысл ведических священных текстов».
В 1957 году Махариши Махеш Йоги представил свою теорию ТМ на «Фестивале духовных светил», а затем распространял её через организацию «Движение духовного возрождения» (англ. «Spiritual Regeneration Movement»).
В 1958 году Махариши посетил Сингапур и Гавайи, а в начале 1959 года приехал в Калифорнию, где в течение нескольких месяцев обучал желающих ТМ. Интерес к «ведическим знаниям» позволил организовать постоянно действующий центр ТМ, так же как в Нью-Йорке и в Европе. В 1960-х большой вклад в распространение ТМ в США внесло также движение хиппи.
Махариши решил заняться подготовкой учителей ТМ. В начале 1970-х Махариши запустил «Мировой план» по распространению ТМ, который предполагал создание одного учебного центра ТМ на каждый миллион населения планеты. В России массовое увлечение медитацией и, в частности, ТМ, пришлось на конец 1980-х — начало 1990-х годов.

## Распространение учения
Первоначально подготовка учителей проходила в Индии, в маленьком городке Ришикеш. За городом, на поросшем лесом крутом холме, Махариши построил центр «Ашрам», в котором велась подготовка будущих учителей ТМ. Первый набор составил около тридцати слушателей, а к 1960 году их число возросло до двухсот. Столкнувшись с растущей потребностью в преподавателях, Махариши открыл курсы по подготовке учителей в Европе, на которых обучались более тысячи человек.
В 1960 году Махариши изменил название своей организации на «Международное общество медитации». А в 1963 году было создано «Международное студенческое общество медитации», так как деятельность Махариши вызывала большой интерес в студенческих и молодёжных кругах.
Был создан «Международный Университет Махариши» (MIU), в котором образование было основано на «Науке созидающего разума» (SCI), учении, синтезирующим изучение ТМ с традиционными академическими дисциплинами. Декларируемой целью этой «новой науки» стало применение пользы и преимуществ ТМ для процветания людей. В 1977 году SCI и ТМ были признаны судом штата Нью-Джерси религиозным учением и запрещены к преподаванию в публичных школах.
К 1965 году через свои центры Махариши подготовил уже в целом около десяти тысяч учителей ТМ. Число обучившихся ТМ в Америке составило 550 000 человек, а во всем мире — более миллиона, причём рост движения составлял 35 000 человек в месяц. На 2014 год количество практикующих ТМ в мире составляло несколько миллионов человек.
Сотрудничал с Брихаспати Дев Тригуна.

## Значение
В 1968 году учениками Махариши стали участники легендарной группы The Beatles, довольно быстро разочаровавшиеся в гуру после путешествия в Индию. После возвращения Джон Леннон написал саркастичную песню Sexy Sadie. Считается, что разрыв с The Beatles впоследствии привёл к закрытию ашрама в Ришикеше. Несмотря на разрыв с Махариши, битлы оставались верны учению медитации. В 1978 году Леннон написал, что он считает медитацию «источником творческого вдохновения», а Старр заявлял: «Он дал мне мантру, которую никто не может отнять, и я всё ещё её использую». В 1990-х годах Маккартни и Харрисон принесли гуру свои извинения. Махариши ответил, что считает «битлов» ангелами, а на ангелов он не может обижаться.

### Публицистика
- Морозов, Дмитрий. Зрячее сердце // Журнал «Вокруг Света». — 1991. — № 9 (2612).